# Maliattha bilineata
Maliattha bilineata là một loài bướm đêm trong họ Noctuidae.